# 光化
光化（898年八月—901年四月）是唐昭宗李曄的第五個年號，共計四年。

## 改元
- 乾寧五年——八月二十七日，改元光化元年。[2][3][4]
- 光化四年——四月二十五日，改元天復元年。[5][6][7]

## 大事記
光化三年（900年）十一月，宦官刘季述发动兵变迫使昭宗禅位给太子李𥙿。次年正月，刘季述被杀，昭宗复位。

## 紀年
| 光化 | 元年  | 二年  | 三年  | 四年  |
| ---- | ----- | ----- | ----- | ----- |
| 公元 | 898年 | 899年 | 900年 | 901年 |
| 干支 | 戊午  | 己未  | 庚申  | 辛酉  |

## 同期存在的其他政权年号
- 中國
  - 嵯耶（889年－897年）：南詔——隆舜之年號
  - 中興（898年－902年）：南詔—舜化貞之年號
  - 天寿？（900年？－901年）：唐朝宗室—李缜年号（或为误记，仅见于王应麟《玉海》）
- 日本
  - 昌泰（898年－901年）：平安時代—醍醐天皇之年號

## 參看
- 中國年號索引